# Croilia
Croilia is een monotypisch geslacht van straalvinnige vissen uit de familie van grondels (Gobiidae). Het geslacht is voor het eerst wetenschappelijk beschreven in 1955 door Smith.

## Soort
- Croilia mossambica Smith, 1955